# محمد عمران (بازیکن هاکی روی چمن)
محمد عمران (انگلیسی: Muhammad Imran؛ زادهٔ ۱۲ ژانویهٔ ۱۹۷۹) بازیکن هاکی روی چمن اهل پاکستان است.